# Ischnoptera darlingtoni
Ischnoptera darlingtoni es una especie de cucaracha del género Ischnoptera, familia Ectobiidae. Fue descrita científicamente por Gurney en 1942.
Habita en Cuba.